# Helena Marttila
Helena Marttila, född 1984, är en finländsk politiker (Socialdemokraterna). Hon är ledamot av Finlands riksdag sedan 2023.
Marttila kandiderade i riksdagsvalet 2023 i Nylands valkrets och blev suppleant. I Finlands riksdag får Marttila vikariera Miapetra Kumpula-Natri som beslutade att stanna kvar i Europaparlamentet till 2024.